# Егоров, Валерий Андреевич
Валерий Андреевич Егоров (9 февраля 1945 — 24 марта 2007) — советский хоккеист и тренер.

## Биография
Родился 9 февраля 1945 года. В возрасте тринадцати лет был принят в состав ДХК «Кировец», где играл до 1963 года. В 1963 году был принят в состав «Спартака» Ленинград, где играл до 1964 года. В 1964—1976 годах играл в СКА Ленинград. Работал тренером.
Третий призёр чемпионата СССР 1971. Провёл 396 матчей в высшей лиге, забил 19 шайб, провёл один сезон в первой лиге (3 шайбы). В 1968 и 1971 годах финалист Кубка СССР. В 1971 году был признан лучшим хоккеистом СССР.
Скончался 24 марта 2007 года.
№ 3 Егорова находится в Галерее славы СКА.